# Cottbus
Cottbus (sorbiska: Chóśebuz; äldre stavning: Kottbus) är en kreisfri stad i Niederlausitz och tillika den näst största staden i det tyska förbundslandet Brandenburg. Den ligger vid floden Spree, omkring 20 km från gränsen mot Polen, och har en betydande textil- och verkstadsindustri. Den största arbetsgivaren i staden är det svenska energiföretaget Vattenfall som i regionen producerar en stor del av energin för hela östra Tyskland. Det finns två stora högskolor: Fachhochschule Lausitz (Yrkeshögskolan Lausitz), med inriktning mot i första hand tekniska utbildningar, och Brandenburgische Technische Universität (Brandenburgs tekniska universitet).
Staden omtalas i skriftliga handlingar första gången 1156.
Cottbus är en av de sorbisktätaste städerna. 
Fotbollslaget Energie Cottbus har spelat i Bundesliga mellan 2000 och 2003 och därefter säsongen 2006/2007 till 2007/2008.

## Stadsindelning
Cottbus är indelat i 19 stadsdelar. Uppgifterna är från  31 december 2008 (sorbiska namn inom parentes):
- (1) Mitte (Srjejź) med 8 716 invånare
- (2) Schmellwitz (Chmjelow) med 14 540 invånare
- (3) Sandow (Žandow) med 16 206 invånare
- (4) Spremberger Vorstadt (Grodkojske pśedměsto) med 14 057 invånare
- (5) Ströbitz (Strobice) med 13 970 invånare
- (6) Sielow (Žylow) med 3 613 invånare
- (7) Saspow (Zaspy) med 708 invånare
- (8) Merzdorf (Žylowk) med 1 149 invånare
- (9) Dissenchen (Dešank) med 1 143 invånare
- (10) Branitz (Rogeńc) med 1 385 invånare
- (11) Madlow (Módłej) med 1 680 invånare
- (12) Sachsendorf (Knorawa) med 13 164 invånare
- (13) Döbbrick (Depsk) med 1 799 invånare
- (14) Skadow (Škódow) med 539 invånare
- (15) Willmersdorf (Rogozno) med 726 invånare
- (16) Kahren (Kórjeń) med 1 273 invånare
- (17) Kiekebusch (Kibuš) med 1 337 invånare
- (18) Gallinchen (Gołynk) med 2 635 invånare
- (19) Groß Gaglow (Gogolow) med 1 428 invånare